# Mount Haystack
Mount Haystack (z ang. „góra stóg siana”) – trzeci co do wysokości szczyt pasma Adirondack oraz stanu Nowy Jork. Wznosi się na wysokość 1512 m n.p.m. przy wybitności 252 m.
Administracyjnie znajduje się na obszarze miasta Keene w hrabstwie Essex.